# بيبول كان فلاي
بيبل كان فلاي (بالإنجليزية: People Can Fly)‏، هي شركة تطوير ألعاب فيديو بولندية، أسست عام 2002م، ويتواجد مقرها الرئيسي في وارسو. أشهر ألعابها كانت أوترايدرز، وبولتستورم.